# Баратаули
Баратаули (груз. ბარათაული) — село в Грузии, на территории Шуахевского муниципалитета автономной республики Аджария.

## География
Село находится в юго-западной части Грузии, на левом берегу реки Ванисцкали (бассейн Аджарисцкали), на расстоянии 5 километров (по прямой) к северо-востоку от посёлка городского типа Шуахеви, административного центра муниципалитета. Абсолютная высота — 933 метра над уровнем моря.

## Население
По результатам официальной переписи населения 2014 года, в Баратаули проживало 308 человек (155 мужчин и 153 женщины). В национальной структуре населения грузины составляли 100 %.
| Год  | Население, человек |
| ---- | ------------------ |
| 2002 | 447                |
| 2014 | ↘ 308              |